# Filippo Sugar
Filippo Sugar (Milano, 25 novembre 1971) è un dirigente d'azienda, editore e produttore discografico italiano.
È figlio di Caterina Caselli e Piero Sugar e nipote di Ladislao Sugar del Gruppo Sugar. Dal 1997 è amministratore delegato del Gruppo Sugar e dal marzo 2015 al settembre 2018 ha ricoperto la carica di Presidente del Consiglio di Gestione della SIAE.

## Biografia

### Sugar Music
Nel 1993, all'età di 22 anni, entra nell'azienda di famiglia, la Sugar Music, e inizia la sua carriera alla guida delle Messaggerie Musicali contribuendo al rinnovamento del Gruppo attraverso la trasformazione dei due grandi negozi di Messaggerie Musicali di Milano e Roma in megastore multimediali. Nel 1997, a soli 26 anni, Filippo diventa Amministratore Delegato del Gruppo Sugar.
Negli anni 2000, Filippo Sugar ridisegna il profilo del Gruppo, prima trasformando i due grandi negozi Messaggerie Musicali di Milano e Roma in megastore multimediali, poi creando SugarNet, media company e divisione internet del gruppo Sugar che lancia nel 2002 due big town station, Radio Milano Uno e Radio Roma Uno, il sito Sugarmusic e Messaggerie Digitali, la prima piattaforma italiana di distribuzione legale della musica on-line. Nel 2005 Sugar cede le frequenze delle due radio del gruppo a LifeGate, chiude SugarNet e nel 2006 cede l'attività commerciale dei due megastore alla Divisione Librerie di Arnoldo Mondadori Editore, mantenendo la proprietà dei siti e dello storico marchio Messaggerie Musicali, focalizzando l’attività dapprima in ambito  discografico e nel campo dell’editoria musicale con Sugarmusic e Sugar, e a partire dal 2012, con l’acquisizione del catalogo di CAM, leader di mercato mondiale nel campo delle colonne sonore per il cinema.
Negli anni successivi, l’expertise nel settore musicale e l’integrazione delle diverse aree di attività, favoriscono lo sviluppo della produzione discografica e audiovisiva, della produzione di nuove colonne sonore e di progetti speciali.
Nel settembre 2011 Sugar produce e organizza "One Night in Central Park”, il più straordinario concerto della carriera di Andrea Bocelli, con la partecipazione di oltre 70.000 persone e da cui sono stati tratti un album e uno special televisivo.
Nel  2014 la musica del catalogo CAM diventa protagonista di “La Dolce Vita: The Music of  Italian Cinema”, format rivolto alle grandi orchestre internazionali, ideato e prodotto da Sugar e presentato in anteprima mondiale alla Avery Fisher Hall del Lincoln Center di New York ( Due sold-out, 5400 spettatori, 2 standing ovation, 2 anni di lavoro, 16 musiche tratte dai film italiani più belli di sempre, 3 solisti pluripremiati, 1 premio Oscar sul palco).
Recentemente Filippo ha prodotto con Universal Music Group uno degli eventi musicali di maggiore successo del 2020: lo speciale “Music for Hope” con Andrea Bocelli è stato trasmesso in esclusiva su YouTube la domenica di Pasqua battendo i record di visualizzazioni in tutto il mondo.
Filippo ha saputo guidare il Gruppo Sugar individuando alcuni tra i più rilevanti artisti del panorama musicale italiano e internazionale, tra cui Andrea Bocelli, Negramaro, Malika Ayane, Raphael Gualazzi, Motta, oltre a molti dei più promettenti talenti italiani emergenti. Tra questi Madame, Speranza, Michael Leonardi, Lucio Corsi, Sissi, NYV, NDG, Fuera, NDG e Kety Fusco.
Allo stesso tempo, Filippo continua a far crescere Sugar Music che nel suo roaster di autori comprende Giuliano Sangiorgi, Salmo, Willie Peyote, Mannarino, Stabber, Ketama126, oltre ad avere accordi editoriali con Tiziano Ferro e Cesare Cremonini.

### SIAE
Dal 2003 Filippo rappresenta le Società del Gruppo Sugar in SIAE (Società Italiana degli Autori e degli Editori).
Presidente dal 2015 al 2018, in questo ruolo ha condotto una importante battaglia per una governance della Società composta al 100% da autori e editori, e per il suo rilancio attraverso l’ottimizzazione dell’efficienza, avviando e sviluppando un processo di trasparenza e innovazione tecnologica, consolidando la difesa del diritto d’autore a livello nazionale ed Europeo e rendendo la Società competitiva con le altre collecting.
Nel corso del suo mandato in qualità di Presidente di SIAE, ha dedicato grande attenzione ai giovani talenti emergenti, attraverso progetti e contributi ad hoc, raggiungendo importanti risultati non solo in termini di business ma anche di semplificazione dei sistemi e delle procedure per autori, artisti e tutti gli utilizzatori di musica.

### Altre cariche
Nel 2009 viene eletto Presidente della FEM, Federazione Italiana degli Editori Musicali.
È inoltre membro attivo di PMI (Produttori Musicali Indipendenti) e di IMPF (Independent Music Publishers Forum).